# Éamonn Ceannt Cycling Stadium

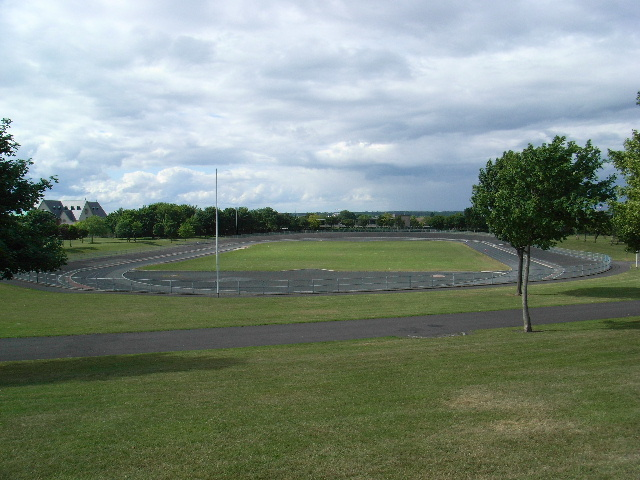
Blick auf das Sundrive Velodrome

Das Éamonn Ceannt Cycling Stadium, auch Sundrive Velodrome genannt, ist eine offene Radrennbahn im irischen Dublin.
Die Radrennbahn wurde Ende der 1950er Jahre errichtet und ist damit die älteste Radrennbahn in Irland. Sie befindet sich im Éamonn Ceannt Park im Dubliner Vorort Crumlin, benannt nach dem irischen Freiheitskämpfer Éamonn Ceannt, der 1916 hingerichtet wurde. Die Bahn ist 458,8 Meter lang und auf den Geraden acht Meter breit. Die Kurvenerhöhung beträgt bis zu 19 Grad, damit ist die Bahn relativ flach. 2009 erhielt sie für 50.000 Irische Pfund einen neuen Belag aus Tarmac. Regelmäßig werden auf dem Sundrive Velodrome irische nationale Meisterschaften im Bahnradsport ausgetragen.
In Irland gibt es zwei weitere offene Radrennbahnen, die Orangefield-Bahn in Belfast und die Kanturk-Bahn in Cork. Über eine Radrennbahn in einer Halle verfügt das Land bisher nicht. Angesichts der Erfolge der irischen Bahnradsportler Martyn Irvine, Caroline Ryan und Eoin Mullen und der wachsenden Popularität von Bahnradsport gibt es von Seiten des irischen Radsportverbandes Cycling Ireland Überlegungen, eine solche errichten zu lassen. Als möglicher Standort ist Dundalk im Gespräch.